# Čečejovce
Čečejovce (allemand : Schötzdorf, hongrois : Csécs) est un village de Slovaquie situé dans la région de Košice.

## Histoire
Première mention écrite du village en 1317.
La localité fut annexée par la Hongrie après le premier arbitrage de Vienne le 2 novembre 1938. En 1938, on comptait 1057 habitants dont 24 d'origines juives. Elle faisait partie du district de Cserhát-Encs (hongrois : Cserhát-encsi járás). Le nom de la localité avant la Seconde Guerre mondiale était Čečejovce/Csécs. Durant la période 1938 - 1945, le nom hongrois Csécs était d'usage. À la libération, la commune a été réintégrée dans la Tchécoslovaquie reconstituée.

## Démographie

### Évolution de la population
| Année:               | 1994. | 2004.   | 2014.   | 2024.   |
| -------------------- | ----- | ------- | ------- | ------- |
| Nombre de personnes: | 1874  | 1946    | 2105    | 2119    |
| Différence:          |       | +3,84 % | +8,17 % | +0,66 % |

| Année:               | 2023. | 2024.   |
| -------------------- | ----- | ------- |
| Nombre de personnes: | 2112  | 2119    |
| Différence:          |       | +0,33 % |